# Colina (Madrid)
Colina és un barri del districte de Ciudad Lineal, a Madrid. Té una superfície de 55,97 hectàrees i una població de 6.272 habitants (2009). Limita al nord amb el barri d'Atalaya, al sud amb San Juan Bautista, a l'est amb Canillas (Hortaleza) i a l'oest amb Hispanoamérica (Chamartín). Està delimitat a l'est per l'Avinguda de la Paz, al nord pels carrers Emeterio Castaños i Nudo de Costa Rica, a l'oest pels carrers Mesena i Asura i al sud pels carrers Ulises i José Silva i l'Avinguda Ramón y Cajal.